# Cethosia philippina
Cethosia philippina är en fjärilsart som beskrevs av Felder 1862. Cethosia philippina ingår i släktet Cethosia och familjen praktfjärilar. Inga underarter finns listade i Catalogue of Life.